# Nos célébrations
Nos célébrations is een nummer van de Franse band Indochine uit 2020. Het verscheen als nieuw nummer op hun verzamelalbum Singles collection (2001-2021).
Vertaald betekent de titel ‘onze feestelijkheden’. Het nummer gaat dan ook over de viering van de 40-jarige carrière van Indochine.  In de geanimeerde bijbehorende videoclip reist zanger Nicola Sirkis met de trein langs allebei standbeelden van belangrijke personen en gebeurtenissen uit die 40 jaar, waaronder Simone Veil, Margaret Thatcher, François Mitterrand, Jacques Chirac, Ronald Reagan, Barack Obama, Donald Trump, Nelson Mandela, David Bowie, Serge Gainsbourg, Greta Thunberg, de Verenigde Naties, de val van de Berlijnse Muur, en de legalisering van het homohuwelijk. "Nos célébrations" werd in Frankrijk de vijfde nummer 1-hit voor Indochine in drie jaar tijd, wat vrij uitzonderlijk is voor een band die al 40 jaar meedraait. Ook in Wallonië werd het nummer een hit.

## Tracklijst
- Muziekdownload

1. "Nos célébrations" - 5:04
2. "Nos célébrations" (Versailles Club Mix) - 6:48
3. "Nos célébrations" (Club Mix) - 7:45
4. "Nos célébrations" (Instrumental) - 5:04
5. "Nos célébrations" (Edit) - 3:58